# Нікса (Міссурі)
Нікса (англ. Nixa) — місто (англ. city) в США, в окрузі Крістіан штату Міссурі. Населення — 23 257 осіб (2020).

## Географія
Нікса розташована за координатами 37°2′52″ пн. ш. 93°17′47″ зх. д. / 37.04778° пн. ш. 93.29639° зх. д. (37.047686, -93.296335).  За даними Бюро перепису населення США в 2010 році місто мало площу 21,96 км², з яких 21,95 км² — суходіл та 0,01 км² — водойми.

## Демографія
Згідно з переписом 2010 року, у місті мешкали 19 022 особи в 7264 домогосподарствах у складі 5280 родин. Густота населення становила 866 осіб/км².  Було 7871 помешкання (358/км²).
Расовий склад населення:
| - 94,4 % — білих - 0,9 % — чорних або афроамериканців - 0,8 % — азіатів - 0,7 % — корінних американців - 0,1 % — вихідців з тихоокеанських островів |

До двох чи більше рас належало 2,2 %. Частка іспаномовних становила 3,1 % від усіх жителів.
За віковим діапазоном населення розподілялося таким чином: 28,8 % — особи молодші 18 років, 58,9 % — особи у віці 18—64 років, 12,3 % — особи у віці 65 років та старші. Медіана віку мешканця становила 34,2 року. На 100 осіб жіночої статі у місті припадало 90,1 чоловіків;  на 100 жінок у віці від 18 років та старших — 85,8 чоловіків також старших 18 років.
Середній дохід на одне домашнє господарство  становив 60 476 доларів США (медіана — 47 530), а середній дохід на одну сім'ю — 68 697 доларів (медіана — 54 811). Медіана доходів становила 41 445 доларів для чоловіків та 30 077 доларів для жінок. За межею бідності перебувало 13,7 % осіб, у тому числі 19,1 % дітей у віці до 18 років та 6,7 % осіб у віці 65 років та старших.
Цивільне працевлаштоване населення становило 8841 осіб. Основні галузі зайнятості: освіта, охорона здоров'я та соціальна допомога — 25,9 %, роздрібна торгівля — 15,6 %, мистецтво, розваги та відпочинок — 10,5 %, науковці, спеціалісти, менеджери — 7,7 %.